# Cim
Cim je naseljeno mjesto u gradu Mostaru, Federacija Bosne i Hercegovine, BiH.

## Zemljopis
Cim je prigradsko naselje grada Mostara. 

## Povijest
Na padinama oko Cima nekoliko je pretpovijesnih gradina, uglavnom iz željeznog doba. 
Na lokaciji Crkvine, na prostoru Cima, tijekom 1966. godine arheološkim istraživanjem otkriveno je da je bilo naseljeno još u rimsko doba. Na blagoj padini otkriveno je naselje iz starog vijeka, u kojem je u kasnoj antici sagrađena bazilika. 
Iskapanjima su nađeni ostatci starokršćanske bazilike koja je vjerojatno bila sjedištem starokršćanske sarsenterske biskupije (Sarsentensis) koju se spominje još 530. godine.

## Osnovna škola Cim
Osnovna škola Cim Mostar je počela s radom 1976. godine kao osmogodišnja škola i bila je područni odjel Desete osnovne škole. Osnovna škola Cim Mostar 1980. godine postaje područni odjel Osnovne škole Bijeli Brijeg. U Cimu ostaje četverogodišnja škola jer su viši razredi od V. do VIII. razreda prešli u Osnovnu školu Bijeli Brijeg koja se 1. rujna 1992. godine preimenovala u Osma osnovna škola Mostar. Današnji naziv te škole je Osnovna škola Silvija Strahimira Kranjčevića Mostar. Od 1993. godine Osnovna škola Cim Mostar ponovno je osmogodišnja škola. 
Gradsko vijeće Grada Mostara je na sjednici održanoj 19. srpnja 2006. godine donijelo Odluku o osnivanju Osnovne škole Cim Mostar, a Ministarstvo prosvjete, znanosti, kulture i športa na zahtjev Gradske uprave Grada Mostara je donijelo 14. kolovoza 2006. Odluku o davanju suglasnosti na Odluku o osnivanju Osnovne škole Cim Mostar. 27. kolovoza 2008. godine izvršen je upis Osnovne škole Cim Mostar u sudski registar. 7. listopada 2008. godine Ministarstvo prosvjete, znanosti, kulture i športa donijelo je Rješenje o upisu u Registar osnovnih škola čime je Osnovna škola Cim Mostar stekla status verificirane osnovne škole odnosno pravo na izdavanje obrazovnih isprava od 2008./2009. godinu.

## Župa sv. Marka evanđelista
Na osnivanju župe Cim u Mostaru počelo se raditi još 1966. godine. Biskupija je 1982. godine kupila zemljište na mjestu Džonluša. Međutim, tadašnje civilne vlasti nisu dopustile gradnju crkve. Župu je osnovao biskup Pavao Žanić, tek 6. siječnja 1993. godine. Sadašnja župna crkva u Cimu, posvećena Kristu Dobrom Pastiru, izgrađena je između 2011. i 2014. godine, pod vodstvom župnika don Ivana Perića.
Na području Župe Cim nalaze se tri groblja - Djevojačko groblje, Gorica i Smrčenjaci.

## Stanovništvo

### Popisi 1971. – 1991.
| Cim                |                |                |                |
| godina popisa      | 1991.          | 1981.          | 1971.          |
| Hrvati             | 3.054 (96,40%) | 2.333 (95,03%) | 1.657 (98,39%) |
| Srbi               | 19 (0,59%)     | 11 (0,44%)     | 7 (0,41%)      |
| Muslimani          | 18 (0,56%)     | 11 (0,44%)     | 10 (0,59%)     |
| Jugoslaveni        | 55 (1,73%)     | 93 (3,78%)     | 0              |
| ostali i nepoznato | 22 (0,69%)     | 7 (0,28%)      | 10 (0,59%)     |
| ukupno             | 3.168          | 2.455          | 1.684          |

### Popis 2013.
| Cim                |                |
| godina popisa      | 2013.          |
| Hrvati             | 3.013 (98,43%) |
| Bošnjaci           | 11 (0,36%)     |
| Srbi               | 6 (0,20%)      |
| ostali i nepoznato | 31 (1,01%)     |
| ukupno             | 3.061          |

## Sport
- NK Cim, nogometni klub

## Vanjske poveznice
- http://www.most.ba/03334/086.htm
- https://web.archive.org/web/20070125223704/http://www.sve-mo.ba/gf/seminarski_rad_cim_bazilika.htm